# 국제경제법
국제경제법(International economic law)은 세계 경제 환경에서 국가, 국제기구, 민간단체의 규제와 행위를 규율하는 역동적이고 발전하는 국제법 분야이다. 이 분야는 국제 공법, 국제 사법, 국제 비즈니스 거래에 적용되는 국내법, 국제 비즈니스 거래와 관련된 국내법 측면을 포함한 다양한 분야를 포괄한다.

## 같이 보기
- 국제경제학